# N.E.R.D.
N.E.R.D. (акроним од No one Ever Really Dies - нико никада заиста не умире, стилизовано као N*E*R*D) је америчка хип хоп, фанк и рок група коју су 1999. године основали Фарел Вилијамс, Чад Хјуго и Шеј Хали. Група тренутно има потписан уговор за дискографску кућу Вирџин рекордс.

## Чланови састава
- Фарел Вилијамс - главни вокал, клавир / клавијатуре, ритам гитара, удараљке
- Чад Хјуго - гитара, клавир / клавијатуре, саксофон, бас гитара, вокали
- Шеј Хали - бубњеви, удараљке, вокали